# Bathi
Bathi är en ort i Mexiko.   Den ligger i kommunen Chapantongo och delstaten Hidalgo, i den sydöstra delen av landet, 100 km norr om huvudstaden Mexico City. Bathi ligger 2 276 meter över havet och antalet invånare är 277.
Terrängen runt Bathi är kuperad norrut, men söderut är den platt. Runt Bathi är det ganska tätbefolkat, med 58 invånare per kvadratkilometer. Närmaste större samhälle är Alfajayucan, 18,3 km nordost om Bathi. Trakten runt Bathi består i huvudsak av gräsmarker.